# WCT Finals 1978
Il WCT Finals 1978 è stato un torneo di tennis giocato sul sintetico indoor. È stata l'8ª edizione del torneo, che fa parte del Colgate-Palmolive Grand Prix 1978. Il torneo si è giocato al Moody Coliseum di Dallas negli Stati Uniti dal 9 al 14 maggio 1978.

## Campioni

### Singolare maschile
Vitas Gerulaitis ha battuto in finale  Eddie Dibbs con il punteggio di 6–3, 6–2, 6–1